# Les Poupées du diable
Pour plus de détails, voir Fiche technique et Distribution.

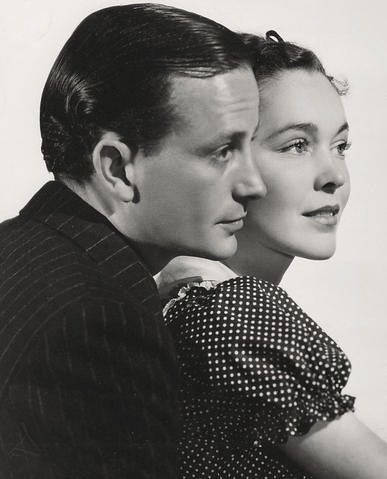
Frank Lawton et Maureen O'Sullivan

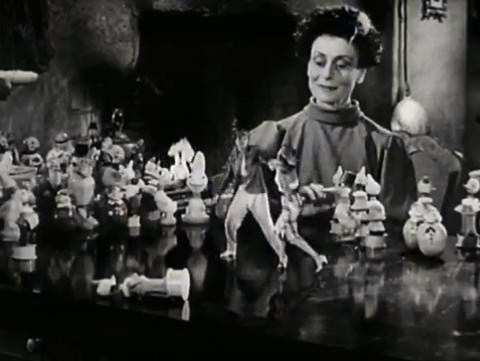
Rafaela Ottiano

Les Poupées du diable (The Devil-Doll) est un film américain en noir et blanc réalisé par Tod Browning, sorti le 10 juillet 1936.

## Synopsis
Deux hommes s'échappent du bagne de l'île du Diable.
L'un est Paul Lavond, un ancien banquier parisien emprisonné à tort pour meurtre et escroquerie ; l'autre est un scientifique, nommé Marcel. Après des semaines de fuite, ils rejoignent une petite maison occupée par Malita, la femme handicapée de Marcel.
Celle-ci a poursuivi les expériences de son mari pendant sa captivité.
Dans un but purement humanitaire, ce dernier et sa femme ont inventé un procédé pour réduire considérablement la taille des êtres vivants et l'impressionnante quantité de chiens miniatures est là pour en témoigner.
Malheureusement, le processus de rapetissement endommage le cerveau des victimes et bien qu'elles ne puissent plus agir par elles-mêmes, elles peuvent toujours être contrôlées par la pensée d'autres personnes.
Ce soir-là, Lavond est réveillé par d'étranges bruits. Il entre dans le laboratoire de Marcel et découvre que le savant et sa femme viennent de réduire Lachna, leur servante. Mais Marcel meurt d'une crise cardiaque.
Désemparée par la mort de son mari, Malita implore Lavond de rester et de poursuivre avec elle l'œuvre du savant.
Cependant, celui-ci a un autre plan à l'esprit, retourner à Paris et se venger de ceux qui ont précipité sa chute.

## Fiche technique
- Titre : Les Poupées du diable
- Titre original : The Devil-Doll
- Réalisation : Tod Browning
- Scénario : Tod Browning, Guy Endore et Erich von Stroheim d'après une histoire de Tod Browning et le roman Burn Witch Burn de Abraham Merritt
- Production : Tod Browning et E.J. Mannix
- Société de production et de distribution : Metro-Goldwyn-Mayer
- Musique : Franz Waxman et Edward Ward
- Photographie : Leonard Smith
- Direction artistique : Cedric Gibbons, Stan Rogers et Edwin B. Willis
- Costumes : Dolly Tree
- Montage : Fredrick Y. Smith
- Pays d'origine : États-Unis
- Langue d'origine : anglais
- Format : noir et blanc - son : Mono (Western Electric Sound System) - pellicule : 35 mm
- Genre : Horreur et science-fiction
- Durée : 78 min.
- Dates de sortie :
  -  États-Unis : 10 juillet 1936
  -  France : 6 août 1937

## Distribution
- Lionel Barrymore : Paul Lavond
- Maureen O'Sullivan : Lorraine Lavond
- Frank Lawton : Toto
- Rafaela Ottiano : Malita
- Robert Greig : Emile Coulvet
- Lucy Beaumont : Madame Lavond
- Henry B. Walthall : Marcel
- Grace Ford : Lachna
- Pedro de Cordoba : Charles Matin
- Arthur Hohl : Victor Radin
- Juanita Quigley : Marguerite Coulvet
- Claire Du Brey : Madame Coulvet
- Rollo Lloyd : le détective Maurice
- E. Alyn Warren : le commissaire de police
- Mahlon Hamilton (non crédité) : détective

## Commentaire
Une allusion est faite à ce film dans l'aventure de Spirou intitulée : Les Petits Formats, où le héros dit que la figurine de Fantasio qu'il vient de trouver lui rappelle « un film idiot où les hommes étaient transformés en statuettes ».[Interprétation personnelle ?]